# Muroc Maru
Muroc Maru, dont le nom officiel était AAF Temporary Building (Target) T-799, était une réplique d'un croiseur japonais de la classe Takao construite sur le fond asséché d'un lac en Californie du sud pendant la Seconde Guerre mondiale. Utilisé pour l'entraînement des pilotes et des équipages de bombardiers à l'attaque contre les navires de guerre, le Muroc Maru resta en place jusqu'en 1950, date à laquelle il fut démoli.

## Construction

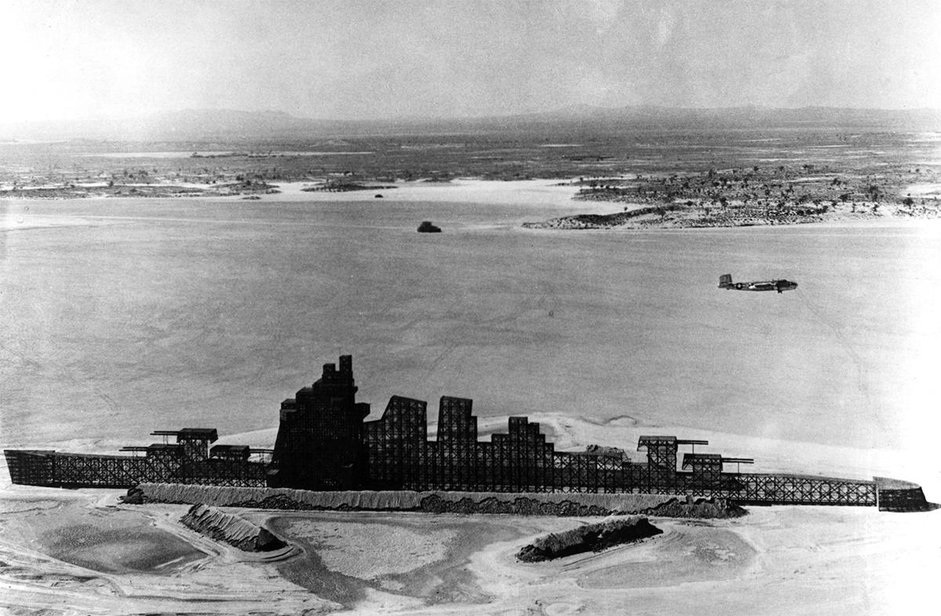
Le "Muroc Maru" survolé par un B-25 Mitchell le 28 août 1944.

Le Muroc Maru fut construit en 1943 à l'extrémité sud du Rogers Dry Lake (en) en Californie pour l'entraînement des équipages de l'United States Army Air Forces, pilotes, navigateurs et bombardiers, à l'identification des navires ennemis, au strafing et au bombardement. Le lit de ce lac fut choisi pour la construction de cette structure parce que les dunes de sable, modelées pour ressembler au sillage du navire, créaient l'illusion que le croiseur était en mer.
Conçue pour imiter les dimensions et l'apparence générale d'un croiseur lourd de la classe Takao de la marine impériale japonaise, la structure était constituée de bois et de grillage, du papier huilé couvrant en outre la coque pour renforcer l'illusion d'un navire réel.
La construction a coûté la somme de 35 819,18 $ (
529226 dollars actuels).

## Histoire

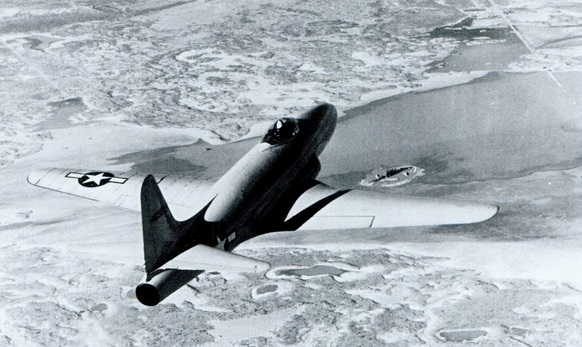
Le Lockheed XF-14, prototype d'avion de reconnaissance dérivé du P-80 Shooting Star, survolant le "Muroc Maru".

Après la construction de la structure, les pilotes de l'Army Air Force lui donnèrent le surnom de Muroc Maru, du nom de la base proche de Muroc Army Air Field – aujourd'hui Edwards Air Force Base - jointe au mot Maru utilisé pour les navires japonais.
Le Muroc Maru fut utilisé pour l'entraînement jusqu'en 1950, lorsqu'il s'est révélé être un danger pour la navigation aérienne puis fut démantelée après le déminage des munitions non explosées,.